# Lohéac
Lohéac är en kommun i departementet Ille-et-Vilaine i regionen Bretagne i nordvästra Frankrike. Kommunen ligger i kantonen Pipriac som tillhör arrondissementet Redon. År 2022 hade Lohéac 700 invånare.

## Befolkningsutveckling
Antalet invånare i kommunen Lohéac
Referens:INSEE